# Lipka I.
Lipka I. je přírodní rezervace poblíž města Vimperk v okrese Prachatice. Chráněné území se rozkládá několik set metrů severovýchodně od vesnice Lipka, jedné z místních částí Vimperka. Oblast spravuje Správa NP a CHKO Šumava.
Důvodem ochrany jsou společenstva na podmáčeném stanovišti, zajištění ochrany a podmínek pro kriticky ohrožený druh všivce žezlovitého.